# Samong
Samong is een bestuurslaag in het regentschap Pemalang van de provincie Midden-Java, Indonesië. Samong telt 5921 inwoners (volkstelling 2010).